# Horvátország a 2002. évi téli olimpiai játékokon
Horvátország az egyesült államokbeli Salt Lake Cityben megrendezett 2002. évi téli olimpiai játékok egyik részt vevő nemzete volt. Az országot az olimpián 5 sportágban 13 sportoló képviselte, akik összesen 4 érmet szereztek.

## Érmesek
| Érem  | Versenyző       | Sportág  | Versenyszám                |
| ----- | --------------- | -------- | -------------------------- |
| Arany | Janica Kostelić | Alpesisí | Női műlesiklás             |
| Arany | Janica Kostelić | Alpesisí | Női óriás-műlesiklás       |
| Arany | Janica Kostelić | Alpesisí | Női összetett              |
| Ezüst | Janica Kostelić | Alpesisí | Női szuperóriás-műlesiklás |

## Alpesisí
Férfi
| Versenyző      | Versenyszám      | 1. futam | 1. futam | 2. futam      | 2. futam      | Összesítés | Összesítés |
| Versenyző      | Versenyszám      | Idő      | Hely.    | Idő           | Hely.         | Idő        | Helyezés   |
| -------------- | ---------------- | -------- | -------- | ------------- | ------------- | ---------- | ---------- |
| Ivica Kostelić | Műlesiklás       | 49,60    | 4.       | nem ért célba | nem ért célba | kiesett    | kiesett    |
| Ivica Kostelić | Óriás-műlesiklás | 1:13,05  | 8.       | 1:11,87       | 13.*          | 2:24,92    | 9.         |

Női
| Versenyző       | Versenyszám            | 1. futam | 1. futam | 2. futam | 2. futam | Összesítés | Összesítés |
| Versenyző       | Versenyszám            | Idő      | Hely.    | Idő      | Hely.    | Idő        | Helyezés   |
| --------------- | ---------------------- | -------- | -------- | -------- | -------- | ---------- | ---------- |
| Nika Fleiss     | Műlesiklás             | 55,39    | 19.      | 55,88    | 12.      | 1:51,27    | 12.        |
| Nika Fleiss     | Óriás-műlesiklás       | 1:20,94  | 43.      | 1:19,23  | 35.      | 2:40,17    | 36.        |
| Ana Jelušić     | Műlesiklás             | 57,42    | 32.      | 57,59    | 23.      | 1:55,01    | 23.        |
| Ana Jelušić     | Óriás-műlesiklás       | 1:21,73  | 46.      | 1:18,82  | 34.      | 2:40,55    | 37.        |
| Janica Kostelić | Műlesiklás             | 52,14    | 1.       | 53,96    | 5.       | 1:46,10    |            |
| Janica Kostelić | Óriás-műlesiklás       | 1:16,00  | 1.       | 1:14,01  | 1.       | 2:30,01    |            |
| Janica Kostelić | Szuperóriás-műlesiklás |          |          |          |          | 1:13,64    |            |

| Versenyző       | Versenyszám | Műlesiklás | Műlesiklás | Műlesiklás | Műlesiklás | Műlesiklás | Műlesiklás | Lesiklás | Lesiklás | Összesítés | Összesítés |
| Versenyző       | Versenyszám | 1. futam   | 1. futam   | 2. futam   | 2. futam   | Össz.      | Össz.      | Lesiklás | Lesiklás | Összesítés | Összesítés |
| Versenyző       | Versenyszám | Idő        | Hely.      | Idő        | Hely.      | Idő        | Hely.      | Idő      | Hely.    | Idő        | Helyezés   |
| --------------- | ----------- | ---------- | ---------- | ---------- | ---------- | ---------- | ---------- | -------- | -------- | ---------- | ---------- |
| Janica Kostelić | Összetett   | 44,60      | 1.         | 42,68      | 1.         | 1:27,28    | 1.         | 1:16,00  | 3.       | 2:43,28    |            |

## Biatlon
Férfi
| Versenyző      | Versenyszám  | Lövőhiba    | Időeredmény | Helyezés |
| -------------- | ------------ | ----------- | ----------- | -------- |
| Žarko Galjanić | 10 km sprint | 3 (1+2)     | 30:33,0     | 84.      |
| Žarko Galjanić | 20 km egyéni | 6 (0+2+1+3) | 1:04:54,4   | 83.      |

## Bob
Férfi
| Versenyző                                          | Versenyszám | 1. futam | 1. futam | 2. futam | 2. futam | 3. futam | 3. futam | 4. futam | 4. futam | Összesítés | Összesítés |
| Versenyző                                          | Versenyszám | Idő      | Hely.    | Idő      | Hely.    | Idő      | Hely.    | Idő      | Hely.    | Idő        | Helyezés   |
| -------------------------------------------------- | ----------- | -------- | -------- | -------- | -------- | -------- | -------- | -------- | -------- | ---------- | ---------- |
| Ivan Šola Boris Lovrić Ðulijano Koludra Niki Drpić | Négyes      | 48,84    | 29.      | 48,45    | 28.      | 49,17    | 26.      | 49,68    | 28.*     | 3:16,14    | 26.        |

* - egy másik csapattal azonos eredményt ért el

## Műkorcsolya
| Versenyző   | Versenyszám | Rövid program     | Rövid program | Rövid program | Kűr               | Kűr   | Kűr         | Összesítés         | Összesítés |
| Versenyző   | Versenyszám | Több. hely. száma | Hely.         | Hely. pont.   | Több. hely. száma | Hely. | Hely. pont. | Helyezési pontszám | Helyezés   |
| ----------- | ----------- | ----------------- | ------------- | ------------- | ----------------- | ----- | ----------- | ------------------ | ---------- |
| Idora Hegel | Női egyéni  | 6×21+             | 23.           | 11,5          | 5×19+             | 19.   | 19,0        | 30,5               | 19.        |

## Sífutás
Férfi
| Versenyző      | Versenyszám | Selejtező | Selejtező | Negyeddöntő | Negyeddöntő | Elődöntő | Elődöntő | B döntő | B döntő | Döntő     | Döntő    |
| Versenyző      | Versenyszám | Idő       | Hely.     | Idő         | Hely.       | Idő      | Hely.    | Idő     | Hely.   | Idő       | Helyezés |
| -------------- | ----------- | --------- | --------- | ----------- | ----------- | -------- | -------- | ------- | ------- | --------- | -------- |
| Damir Jurčević | Sprint      | 3:05,90   | 47.*      | kiesett     | kiesett     | kiesett  | kiesett  | kiesett | kiesett | kiesett   | 47.      |
| Damir Jurčević | 15 km       |           |           |             |             |          |          |         |         | 45:49,6   | 61.      |
| Damir Jurčević | 30 km       |           |           |             |             |          |          |         |         | 1:23:53,3 | 61.      |
| Damir Jurčević | 50 km       |           |           |             |             |          |          |         |         | 2:35:54,9 | 52.      |
| Denis Klobučar | 15 km       |           |           |             |             |          |          |         |         | 43:45,0   | 58.      |
| Denis Klobučar | 30 km       |           |           |             |             |          |          |         |         | 1:25:39,0 | 64.      |
| Denis Klobučar | 50 km       |           |           |             |             |          |          |         |         | 2:35:58,8 | 53.      |

| Versenyző      | Versenyszám              | 10 km klasszikus | 10 km klasszikus | 10 km szabad | 10 km szabad | Helyezés |
| Versenyző      | Versenyszám              | Idő              | Hely.            | Időhátrány   | Idő          | Helyezés |
| -------------- | ------------------------ | ---------------- | ---------------- | ------------ | ------------ | -------- |
| Damir Jurčević | 10 + 10 km üldözőverseny | 31:15,7          | 69.              | kiesett      | kiesett      | kiesett  |
| Denis Klobučar | 10 + 10 km üldözőverseny | 30:00,7          | 64.              | kiesett      | kiesett      | kiesett  |

Női
| Versenyző   | Versenyszám | Eredmény | Helyezés |
| ----------- | ----------- | -------- | -------- |
| Maja Kezele | 10 km       | 34:10,8  | 55.      |
| Maja Kezele | 15 km       | 48:43,1  | 54.      |

| Versenyző   | Versenyszám            | 5 km klasszikus | 5 km klasszikus | 5 km szabad | 5 km szabad | Helyezés |
| Versenyző   | Versenyszám            | Idő             | Hely.           | Időhátrány  | Idő         | Helyezés |
| ----------- | ---------------------- | --------------- | --------------- | ----------- | ----------- | -------- |
| Maja Kezele | 5 + 5 km üldözőverseny | 15:40,1         | 64.             | kiesett     | kiesett     | kiesett  |

* - egy másik versenyzővel azonos eredményt ért el